# Sueños y caramelos
Sueños y caramelos es una telenovela infantil mexicana producida a comienzos del 2005 por Carlos Moreno Laguillo. Protagonizada por Alessandra Rosaldo, René Strickler, Nashla Aguilar y Luciano Corigliano, con las participaciones antagónicas de Elizabeth Álvarez, Patricia Navidad y Pablo Magallanes y con las actuaciones antagónicas infantiles de Natalia Juárez, Martha Sabrina, Mariely Sosa, Diego Lara y Ana Graciela Partida. También contó con las participaciones estelares  de la primera actriz María Antonieta de las Nieves, Manuel Saval, Nora Salinas, Raúl Padilla "Chóforo", José Elías Moreno, Lourdes Reyes, Alejandro Aragón y el gran regreso a la televisión de Graciela Mauri.
La producción inició oficialmente las grabaciones el 18 de octubre de 2004 y terminaron el 26 de abril de 2005.

## Historia
Sofía es una niña que perdió a su madre cuando tenía 3 años, desde entonces Sofía vive con su abuelo Gonzalo que es jefe de seguridad del gran almacén. Sofía un día conoció a Mauricio Monraz que se hacía pasar por Juan, su mejor amigo. Desde ahí comienza la aventura porque Sofía y su pandilla van a descubrir muchas cosas nuevas y misterios del gran almacén. Prepárense porque Sofía y sus amigos descubrirán magia, lugares ocultos y muchas cosas mágicas. Sofía tendrá que aguantar muchas cosas difíciles, tristeza, enojo, alegría y temor pero con sus amigos vencerá sus miedos.
Sofía tiene una bella tía llamada Fátima que es sobrina de su abuelito Gonzalo y se va a vivir con ellos, pero no viene sola porque trae a la mamá de Sofia, Fátima conoce a Rafael, tío de Mauricio y ellos desde ese momento se enamoran por amor a primera vista. Don Rafael es hijo de Antonieta, dueña del gran almacén. Es abuela de Mauricio y Betina hermana de Mauricio, Betina es una niña noble y amable y es muy buena amiga de Sofía.

## Reparto
- Alessandra Rosaldo .... Fátima Gómez Ramírez
- René Strickler .... Rafael Monraz Guillén
- Nashla Aguilar .... Sofía Ramírez
- Luciano Corigliano .... Mauricio Monraz
- María Antonieta de las Nieves .... Antonieta Guillén de Monraz
- Raúl Padilla "Chóforo" .... Don Gonzalo Gutiérrez
- Manuel Saval .... Augusto Monraz Guillén
- Elizabeth Álvarez .... Rocío de los Santos
- Graciela Mauri .... Maricarmen
- Natalia Juarez .... Lucía "Lucy" del Pilar Jurado
- Miguel Pérez ....  Pedro/Homero (Romeo niño)
- Patricia Navidad .... Débora León
- Lourdes Reyes .... Selene de Monraz
- Nora Salinas .... Guadalupe "Lupita"
- Pablo Magallanes .... Romeo
- Óscar Bonfiglio .... Carlo
- Roberto Blandón.... André San Martín / Andrés Martínez
- Alfonso Iturralde .... Gerardo
- Lalo "El Mimo" .... Fregonal "Precioso Jefazo"
- Polo Ortín .... Segundo
- Julio Vega ..... Lauro
- José Elías Moreno..... Mauro
- Zully Keith .... Corina De los Santos
- Alejandro Ibarra .... Oswaldo Nerin
- Alejandro Aragón .... Sandro
- Rosita Pelayo .... Lorenza
- Ricardo de Pascual .... Tapón
- Luis Gatica .... Máximo Guerra
- Perla Corona .... Adela de Guerra
- Daniel Continente .... Hernán Ibargoengouttia
- Roberto Miquel .... Roque Félix
- Macarena Miguel .... Betina Monraz
- Ximena Orozco .... Ximena (la niña muñeca)
- Mauricio Bueno .... Juan López
- Diego Lara .... Reynaldo
- Martha Sabrina .... Bianca
- Rafael Valdez .... Memo
- Santiago Mirabent .... Rogelio
- María Fernanda Sasian ..... Ana Valeria
- Giselle Kuri .... Maricruz Lechuga
- Ana Valeria Cerecedo .... Conchita
- Ana Paulina Cáceres .... Laura
- Mariely Sosa .... Iris
- Alejandro Lago .... Clemente Cerillo
- David Ortega .... El Flaco
- Marcela Páez.... Maestra Ana
- Beatriz Monroy .... Inocencia
- Rosángela Balbó .... Magda
- María Prado .... Lucha Dora
- Aída Hernández .... Petra
- Fernando Nesme .... Yamil
- Patricia Martínez .... Ángela
- Alejandra Jurado .... Gloria
- Haydée Navarra .... Soraya
- Pepe Magaña .... Buenavista
- Gloria Izaguirre .... Miroslava
- Roxana Saucedo .... Denisse
- Javier Herranz .... Eladio
- Alejandro Ruiz .... David
- Raquel Morell .... Rosaura
- Conrado Osorio .... Jaime
- Mané Macedo .... Irma
- Citalli Galindo .... Carmen
- Charly Valentino .... Ronco
- María Alicia Delgado .... Ady
- Martín Rojas .... Cabo Tejada
- Benjamín Islas .... Valerio Rojo
- Roberto Tello ....  El Tracala
- Moisés Suárez .... Delfino
- Jorge Pascual Rubio .... Lic. Barbosa
- José Antonio Estrada .... Don Pablo
- Jorge Robles .... Goyo
- Loreta .... Karlita
- Sugey Ábrego .... Ada (Hija de Segundo)
- Zamorita .... Abuelo del Flaco
- Memo Dorantes .... Fachan
- Yair Prado
- Tristán .... El Gran Protector
- Guadalupe Bolaños .... Jovita
- Lucia Fernanda .... Olguita
- Fernando Juramillo .... Genaro
- Daniela Zavala .... Felipa
- Veronica De la Campa
- Florencia de Saracho .... Ashley Monraz
- José Luis Gutiérrez ....
- Jorge Alberto Bolaños .... Comandante
- Aida Hernández
- Óscar Vázquez
- Ismael Fardín .... Policía Ayudante de Romeo
- Ricardo Silva .... Sr. Moreno

## Equipo de producción
- Historia original de: Abel Santa Cruz
- Adaptación libre: Lourdes Barrios, Dolores Ortega, Denisse Pfeiffer
- Asesoría humor: Carlos Délfor, Antonio Ávila, Manolo Santar
- Edición literaria: Ricardo Tejeda
- Tema de entrada: Chacho Gaytán, Norma Magaña
- Compositores: Xavier Asalí, Jorge Eduardo Murguía, Chacho Gaytán, Mauricio L. Arriaga, Marcial Alejandro
- Productor musical: Chacho Gaytán
- Participación musical: Rachelle Motter, Sharleen Motter
- Coreografía: Claudia Cerecedo, Gabriela Cerecedo
- Escenografía: Mario Sánchez
- Ambientación: Dulce Govea
- Diseño de vestuario: Roxana Fernández, Brenda Ahedo
- Musicalizador: Israel Jurado
- Editores: Claudio González, Felipe Ortíz Canseco
- Creatividad digital: Israel Salazar
- Jefes de producción: Fernando Villanueva, Gerardo Lucio Bear
- Gerente de reparto: Jesús Soria Torres
- Gerentes de producción: Maricarmen Moreno Laguillo, Luis Ignacio Toledo
- Director de diálogos: Juan Carlos Bonet
- Director de cámaras en locación: Óscar Morales
- Directora de escena en locación: Karina Duprez
- Director de cámaras en foro: Alfredo Sánchez
- Productora asociada: Hilda Santaella Hernández
- Dirección: Lily Garza
- Productor ejecutivo: Carlos Moreno Laguillo

## Banda sonora
Disco 1
01.- Es Tiempo de Jugar
02.- Gran día 
03.- El Gallinero
04.- La Tabla del 7
05.- Maniquie 
06.- Los Modales
07.- Así son mis amigos
08.- El Zorrito Pinto
09.- Payasos
10.- El Juego del Rock
11.- La Princesa y el Bufón
12.- Chiki Tiki Wong
Disco 2
01.- Sueños y Caramelos
02.- Cazador de sueños
03.- El abuelo gruñón
04.- Mírame
05.- Betina
06.- Es mi papá
07.- Niña mía
08.- Esta Vez ya no
09.- Nuestro Sueño
10.- La Bahía más linda

## Premios y nominaciones

### Premios TVyNovelas 2006
| Categoría                 | Persona                  | Resultado |
| ------------------------- | ------------------------ | --------- |
| Mejor primer actor        | Raúl Padilla "Choforo"   | Nominado  |
| Mejor actuación infantil  | Macarena Miguel          | Nominada  |
| Mejor actuación infantil  | Nashla Aguilar           | Nominada  |
| Mejor dirección de escena | Lily Garza Karina Duprez | Nominadas |

### Premios Bravo
| Año  | Categoría             | Persona        | Resultado |
| ---- | --------------------- | -------------- | --------- |
| 2006 | Mejor actriz infantil | Nashia Aguilar | Ganadora  |

## Otras versiones
- Sueños y caramelos es una versión, a modo de telenovela infantil, de la telenovela La pícara soñadora, telenovela que ya fue producida por Televisa en 1991 de la mano de Valentín Pimstein, protagonizada por Eduardo Palomo y Mariana Levy (quien falleció cuándo Sueños y caramelos estaba en emisión).